# Nerkin Getaszen
Nerkin Getaszen – wieś w Armenii, w prowincji Gegharkunik. W 2011 roku liczyła 8553 mieszkańców.